# Rhynchosia insignis
Rhynchosia insignis là một loài thực vật có hoa trong họ Đậu. Loài này được (O.Hoffm.) R.E.Fr. miêu tả khoa học đầu tiên.